# Сибирская линия
Сибирская линия — часть укреплённых линий Российской империи возведённых на юге Западной Сибири в XVIII—XIX веках, в ходе завоевания Сибири и ханств Центральной Азии.
Сибирская линия включала в себя построенные в разные годы:
- Тобольско-Ишимскую (1752—1755 гг.);
- Иртышскую (1745—1752 гг.);
- Колывано-Кузнецкую (1747—1768 гг.) укреплённые линии.[1]

## История

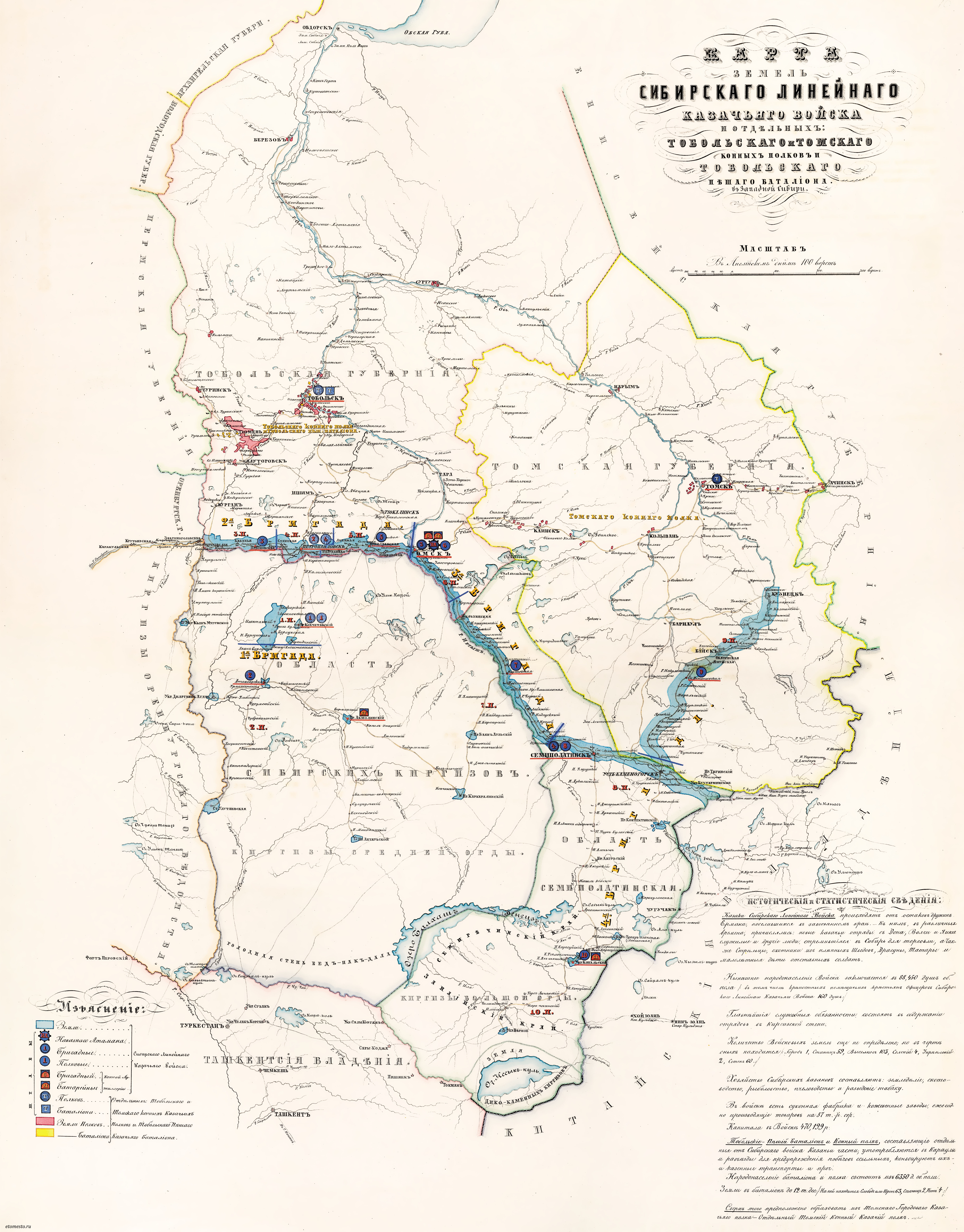
Карта земель Сибирского Линейного Казачьего Войска, и Отдельных Тобольского и Томского Конных полков, и Отдельного Тобольского Пешего батальона в Западной Сибири в 1858 году

Создание развитой системы оборонительных линий из крепостей, форпостов и редутов на юго-западе Сибири, а также системы военно-промышленных, военно-административных, торгово-хозяйственных центров по обширному сибирскому региону в XVII-XVIII веках являлось важнейшим историческим моментом при возникновении сибирских городов, зарождение и развитие которых, так или иначе, было связано с могучими сибирскими реками Обь, Иртыш, Енисей и их притоками. Первоначально форпосты для охраны и обороны строились радиально от Томского острога (административный центр Томского разряда) — прежде всего на востоке: Кетский острог (1602 год), Семилужный (1609 год), Кузнецкий (1618 год), Мелесский (1621 год), Ачинский (1641 год), затем в южном направлении: Уртамский (1684 год), Умревинский (1703 год), Чаусский (1713 год), Бердский (1716 год), Каинский (1722 год), Семипалатинский и другие, сливающиеся с линией острогов, строящихся от Урала и по Великой Степи. В суровых природно-климатических условиях Сибири, навигационный период был очень коротким, этого было недостаточно для возрастающих торговых потребностей растущих городов и со временем в середине XVIII века под защитой этих крепостей возникает за Уралом гужевой Сибирский тракт.
В 1716 году экспедицией под начальством И. Д. Бухгольца по указу Петра I было положено основание Сибирской линии постройкой по реке Иртыш укреплённых городков и острогов.
К середине XVIII века Сибирская линия укреплений охватывала огромную территорию от Урала до Алтая, но несмотря на активное строительство крепостей и острогов, обладала слабой оборонительной системой.
В 1752 году Сенатом издаётся указ о строительстве новой линии укреплений, намечается строительство шестиугольных крепостей, созданная линия получила название Новой. Все крепости, форпосты Иртышской и Ишимской линий подверглись реконструкции. Омская крепость стала в 1764 году главной крепостью сибирских пограничных линий.
В 1764 году все водворённые по сибирским городам и по линии казаки получили название «Сибирской линии казаков». Казаки, оборонявшие Ишимскую, Иртышскую, Колыванскую и Кузнецкую линии, в 1808 году были объединены в Сибирское Линейное казачье войско.
К концу XVIII века по окончании строительства системы южносибирских оборонительных линий, ставших надёжным щитом от нашествий кочевников, большинство крепостей, утратив свои оборонительные функции, упраздняются. Деревянные сооружения крепостей ветшают и постепенно исчезают.

## Типовые укрепления пограничных линий
- Крепости составляли главные, сильновооружённые опорные пункты. При крепости был форштадт или казачья слобода, запланированная как прилегающее к городу-крепости поселение, укреплённое ретраншементом и реданом. Профиль бастионов состоял из палисада или заплота и небольшой насыпи, примыкавшей с наружной стороны, со рвом впереди. За контрэскарпом рва, в небольшом от него расстоянии, помещался ряд рогаток, а впереди них — ещё ряд надолбов.
- Редуты имели квадратное начертание со стороною около 20 саженей. В углах находились выступы в виде бастионов. Ограда укрепления состояла из палисада, приспособленного к стрельбе из ружья. С наружной стороны к нему прилегала насыпь со рвом на грудную высоту. За контрэскарпом находился ряд рогаток и надолбы.
- Форпосты по способу их ограждения были похожи на редуты, но отличались своей величиной. Большие форпосты располагались в виде квадрата со стороною в 30 и более сажень. Малые форпосты были меньше редутов.
- Станции представляли собой редуты со стороною в 10 сажень и выступами на углах. Из них два противоположных имели вид бастионов и были вооружены каждый одним орудием. Другие два выступа были квадратной формы и состояли из казарм с открытой обороной. Внутри ограды, которая обносилась рядом надолб и рогаток.

## Иртышская укреплённая линия

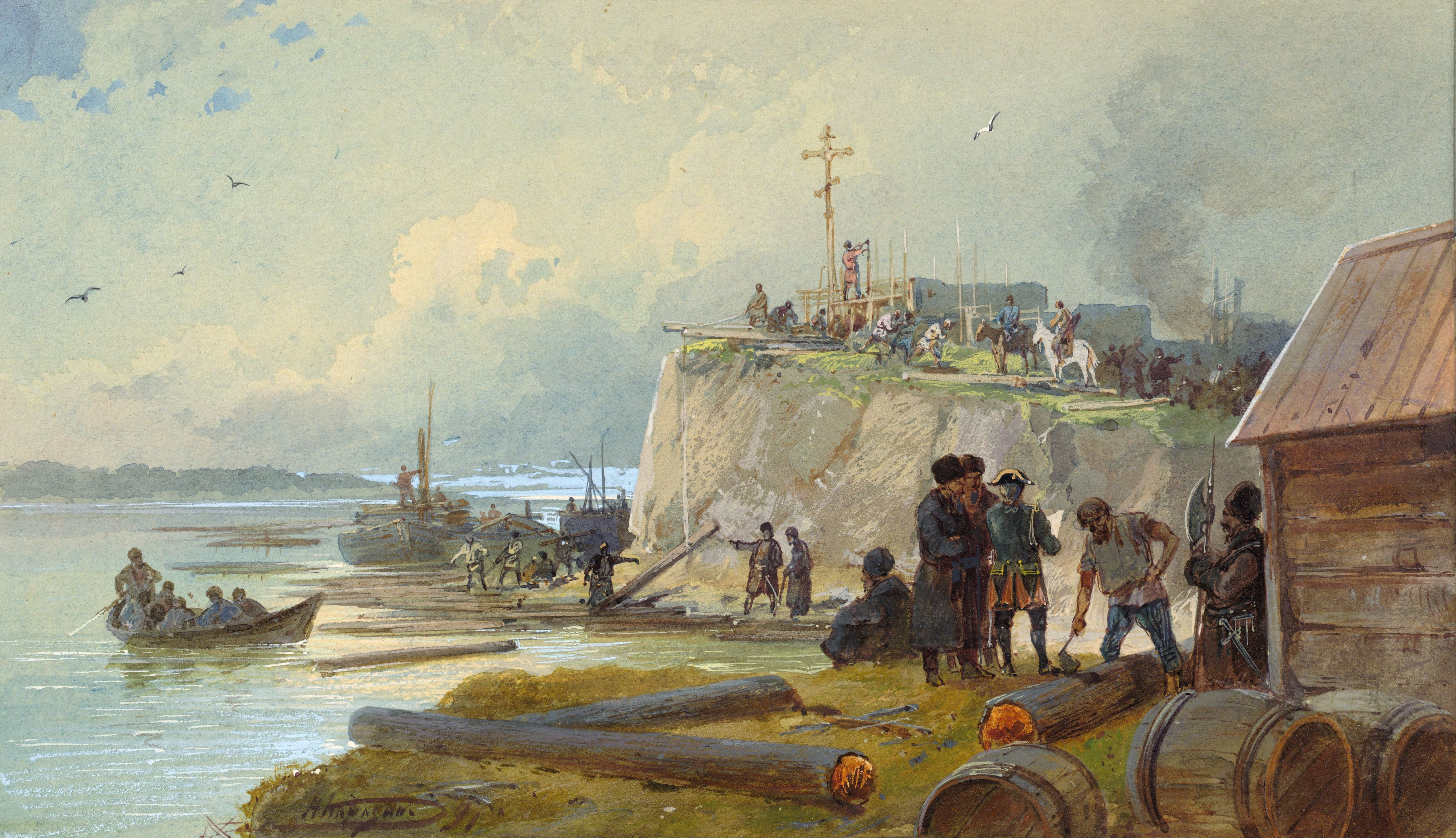
Сибирские казаки при постройке линейных крепостей. 1716 год. Каразин Н. Н.

С 1716 года экспедиция под начальством И. Д. Бухгольца заложили ряд крепостей вверх от Омска по реке Иртыш. В 1716 году был основан острог у Ямышевского озера, в 1717 году между Омской крепостью и Ямышевской отряд тарских казаков заложил Железинскую крепость. В 1718 году построена Семипалатинская крепость, 1719 году) Усть-Каменогорская и в 1720 году — Павлодар. Были построены Убинская (1718 год), Полон-Карагайской (1718 год) крепости.
Только в начале 1740-х годов между крепостями выстроили 7 промежуточных форпостов: Ачаирский, Черлакский, Осморыжский, Чернорецкий, Коряковский, Семиярский и Убинский. Разъезды между опорными пунктами выполнялись крайне редко и не регулярно. Только после 1745 года можно говорить о сложении Иртышской укреплённой линии.
В январе 1746 года инженер-подпоручик А. Селивёрстов на основании разведки прапорщика Долбилова составил смету Иртышской линии, отказавшись от строительства укреплений севернее Омской крепости. Командующий Сибирским корпусом генерал-майор Х. Х. Киндерман и сибирский губернатор А. И. Сухарев утвердили новую смету в феврале того же года. Сюда вошли 5 крепостей, 7 больших форпостов, 1 Шульбинский завод, 21 малый редут и 37 маяков, всего 71 опорный пункт. Летом 1746 года уже были заложены станцевые (малые) редуты в урочищах: Грачи, Черемховой Забоки, Белого Камня, Глухой Старицы, в Озерках и Уварове. В 1745—1747 гг., по сведениям Павлуцкого, было построено от Омской крепости до Колыванского завода форпостов 10, станцев 23, а между ними по 1 — 2 маяка. Осенью 1747 года строительство Иртышской укреплённой линии практически закончилось. Но развитие её продолжалось.
В мае 1755 года на Иртышской линии насчитывалось 5 крепостей, 9 форпостов, 23 станца и 35 маяков, всего 72 опорных пункта. Среднее расстояние между ними составило 12 вёрст. В начале 1762 года количество опорных пунктов увеличилось до 81. Через 30 лет на линии появились новые редуты, выросшие на месте половинных маяков и других населённых пунктов: Покровский (на месте деревни), Атмасский, Башмачный, Бобровский, Качирский, Пресный, Известковый, Старо-Семипалатинский (на месте старой крепости), Григорьевский и Георгиевский. Увеличение количества опорных пунктов повышало эффективность охраны границы, гораздо менее утомляя конные разъездные команды.
В 1763 году командующим Сибирскими линиями был назначен генерал-поручик И. И. Шпрингер. По приказу Екатерины II ему поручалось возвести линию укреплений на Алтае. Местом своего пребывания Шпрингер выбрал Омскую крепость.
Крепости Иртышской линии — Омская (в 1745 и 1768 гг.), Усть-Каменогорская (в 1765 г.), Ямышевская (в 1766—1767 гг.), Семипалатинская (в 1776—1777 гг.) — переносились на новые места и перестраивались.
В 1785 году на Иртышской линии числилось 5 крепостей, 12 форпостов, 20 станций и 1 село: Омская крепость, станция Усть-Заостровская, форпост Ачаирский, село Покровское, станция Изылбашская, станция Соляной поворот, форпост Чарлаковский, станция Татарская, станция Урлютюбская, крепость Железинская, станция Пяторыжская, форпост Осьморыжский, станция Песчаная, форпост Чернорецкий, станция Черноярская, форпост Коряковский, станция Подстепная, крепость Ямышевская, станция Чёрная, форпост Лебяжий, станция Подспускная, станция Кривая, форпост Семиярский, станция Грачёвская, станция Черемховая Забока, форпост Долонский, станция Белый камень, станция Глуховская, крепость Семипалатная, станция Озёрная, форпост Талицкий, форпост Шульбинский, станция Пресноярская, форпост Убинский, станция Барашкова, форпост Красноярский, станция Уваровская, крепость Усть-Каменогорская.
В 1785—1793 годах Иртышскую линию продлили и на юго-восток: к 932 километрам прибавилось ещё около 170 километров Бухтарминской линии.

## Тоболо-Ишимская укреплённая линия
Тревожная обстановка, сложившаяся на юге Западной Сибири, привела к созданию новой пограничной линии — Ишимской, которая охватывала пространство от Кургана до Омска и была построена в 1730-х годах. В состав этой оборонительной линии входило около 60 укреплённых поселений (посёлков). В общей сложности она охватывала значительные пространства земель в углу, образуемом Тоболом и Иртышом, дугою огибая степь. Она тянулась от Утяцкого форпоста вниз по реке Тоболу, через Царёво Городище, Иковскую слободу, на правом берегу Тобола через село Шмаковское, Верх-Суерскую и Емуртлинскую слободы, Рафайловскую заимку, деревню Омутную, Усть-Ламенскую слободу, село Малышкино, деревню Безрукова, Коркинский форпост, деревню Фирсова, далее вниз по реке Ишиму до Абацкой слободы, на другой стороне реки через деревни Иковскую, Рогалихинскую, Зудиловскую, Ейский форпост, Усть-Бызовскую деревню, Большерецкий форпост, деревни Пустынную и Бетеинскую (современная Нижняя Бития) и соединялась с Омской крепостью.

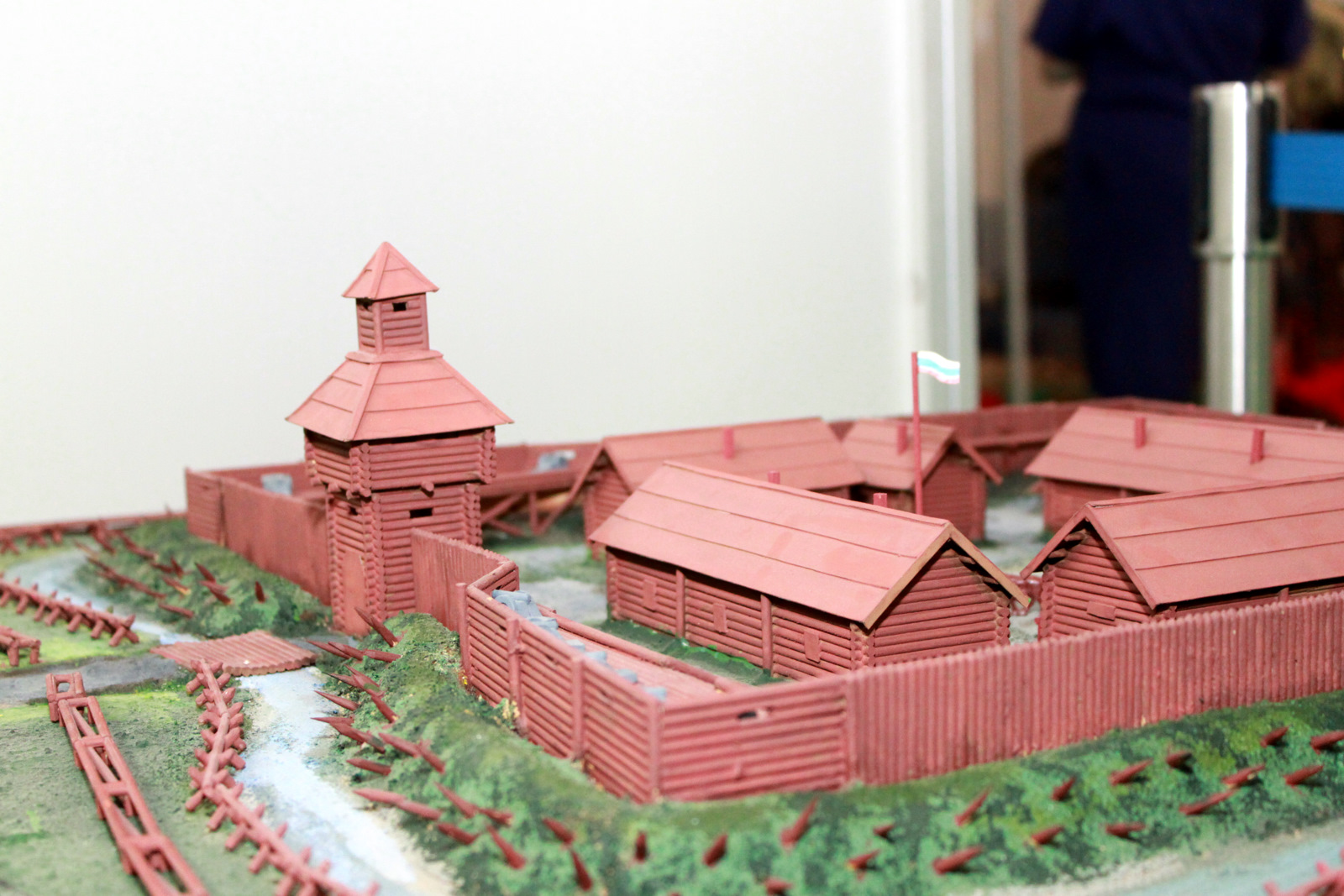
Лосев редут. Реконструкция С. Бабинского

Укрепления Ишимской линии тянулись ломаной линией, что требовало значительной затраты сил и средств для её обслуживания. В связи с этим в 1752 году была построена новая прямая 576-километровая Тоболо-Ишимская линия, называемая иначе Пресногорьковской (в Ишимской степи было много пресных и солёных озёр, составляющих Камышловский лог — древнее русло впадающей в Иртыш реки Камышловки). Её называли также Горькой, а иногда различали Пресногорьковскую (от посёлка Сибирский до Петропавловска) и Горькую (от Петропавловска до Омска).
Всего на Тоболо-Ишимской линии было решено построить от Омской крепости до урочища Звериная Голова две шестиугольные крепости, девять четырёхугольных, 33 редута и 42 маяка. Но во время строительства выяснилось, что место выбрано неудачно: линия проходила по топкому, болотистому месту, при солёных озёрах. Укрепления из-за нехватки пресной воды не раз переносились.
К концу XVIII века на Тоболо-Ишимской линии числилось 9 крепостей и только 16 редутов, которые располагались в следующем порядке и соединяли Оренбургскую линию с Иртышской: редут Песчаный, крепость Пресногорьковская, редут Пресногорьковский, крепость Кабанья, редут Пресноизбной, крепость Пресновская, редут Болотоколодезный, редут Саржанский, редут Дубравный, крепость Становая, редут Гагарий, редут Скопин, крепость Св. Петра, редут Плоский, крепость Полуденная, редут Медвежий, редут Чистый, крепость Лебяжья, редут Лосев, крепость Николаевская, редут Волчий, крепость Покровская, редут Курганский, редут Степной, редут Мельничный.
Иртышская и Тоболо-Ишимская линии противостояли Джунгарскому ханству и (в меньшей степени) — Среднему казахскому жузу. Тоболо-Ишимская линия соединила собой Оренбургскую и Иртышскую линии и создала условия для успешного освоения территории Зауралья и юга Западной Сибири. К концу XVIII века фактически утратила своё военное значение.

## Колывано-Кузнецкая укреплённая линия
Колывано-Кузнецкая пограничная линия исторически составилась из двух пограничных линий:
- Колыванской, построенной при Всероссийской Императрице Елизавете Петровне, в 1747 году;
- Кузнецкой, построенной при Всероссийской Императрице Екатерине II в 1768 году[7].

Система оборонительных укреплений, создавалась указом Сената от 1741 года, для обеспеченья охраны и обороны западно-сибирских владений России от набегов джунгарцев, киргиз-кайсаков и других кочевников, живущих за счёт грабежа соседей. Восточная часть Колывано-Кузнецкой пограничной линии прикрывала левобережную зону северного Присаянья. Система укреплений включала в себя Саянский острог, отъезжие караулы на реках Монок, Таштып, Шадат, Кебеж, Нарыса.
В начале XVII века самым южным русским укреплённым пунктом в Западной Сибири был Кузнецкий острог, южнее лежал неизвестный Алтай. Российская империя только в начале XVIII века решилась более активно осваивать Южную Сибирь. С возрастающей потребностью населения в земледелии, охране людей и открытием рудных залежей на Алтае было связано строительство новых крепостей.

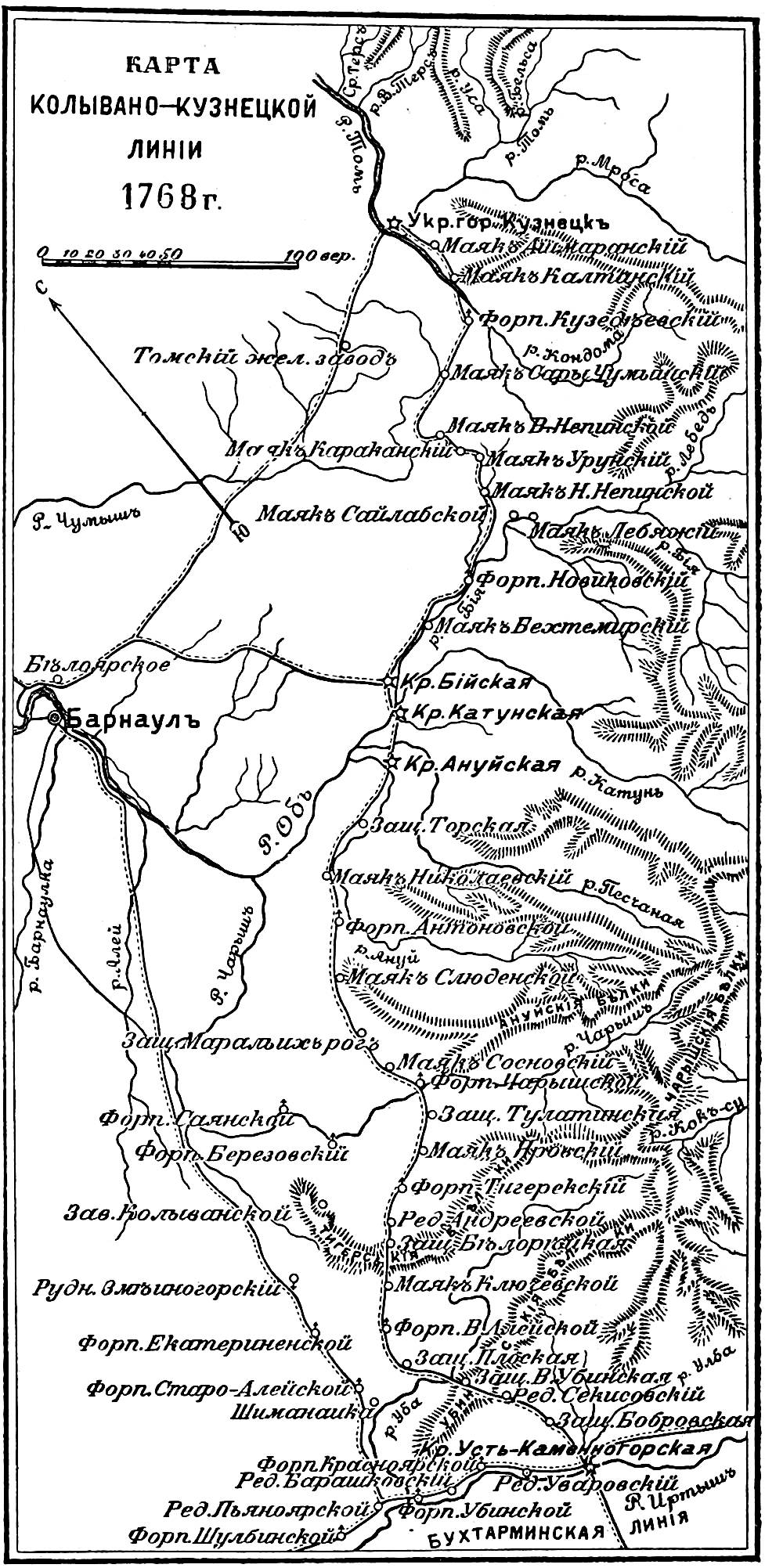
Колывано-Кузнецкая укреплённая линия
Карта из «Военной энциклопедии»

18 июня 1709 года был заложен Бикатунский острог для оберегания ясачных волостей. Острог был оснащён несколькими пушками мелкого калибра. Летом 1710 года острог был сожжён джунгарами во время отступления после неудачной осады Кузнецкой крепости. В июле 1718 года крепость была восстановлена на 20 километров выше по течению реки Бия. Позднее крепость была переименована в Бийскую крепость. Новые русские опорные пункты вырастают вдоль Оби: Белоярский острог (1717 год), Малышевская слобода.
В 1727 году Акинфием Демидовым были основаны Колывано-Воскресенские заводы в бассейне реки Обь. Рождались новые города-заводы — Барнаул (1730 год), Змеиногорск (1736 год) и другие. Для охраны рудников строится Змеиногорская крепость. После смерти Демидова в 1747 году, его имущество переходит в руки Кабинета Её Императорского Величества, в результате чего организован Колывано-Воскресенский горный округ.
В 1747 году по указу Сената для защиты алтайских заводов от нападений киргиз-кайсаков и калмыков началось строительство Колывано-Воскресенской сторожевой линии, которая стала составной частью Колыванской и Кузнецкой укреплённых линий.
В истории Колыванской и Кузнецкой линий следует различать три этапа.
I-й этап начался в 1738 году практикой регулярных разъездов между основными опорными пунктами, построенными ранее на правобережье р. Оби. Это была так называемая старая Кузнецкая линия. Летом она иногда была связана с Кузедеевским караулом и далее с Кузнецком.
II-й этап был начат строительством старой Колыванской линии в 1745 году. Эта линия связала старую Кузнецкую линию и Иртышскую линию (дата сооружения 1745—1747 годы).
В 1748 году на реке Ануе заложили Ануйскую крепость, на реке Катуни — Катунскую. В 1749 году были заложены Шеманаевский и Красноярский форпосты.
В старые Колыванскую и Кузнецкую линии входили три крепости — Бийская, Катунская, Ануйская, семь форпостов — Шульбинский, Красноярский, Шеманаевский, Св. Екатерины, Алейский, Николаевский, Флавинский, четыре станции — Спасская, Камихская, Белая и Бехтемирская, два завода — Шульбинский и Колыванский, Змеевский рудник и Казанский редут.
На тот момент укрепления Кузнецка были деревоземляными. Кроме городской стены здесь была цитадель, сооружённая из насыпанных четырёхугольником валов с бастионами на углах и с двумя воротами, над которыми стояли деревянные башни.
В конце 1750-х годов на территории, прилегающие к Усть-Каменогорску, обосновавшееся население оказалось за сторожевой линией. Поэтому возникла потребность в строительстве новой линии южнее прежней. Этого требовала и внешнеполитическая опасность со стороны Китая, который тоже мог занять эти территории.
В 1764 году началась подготовка к постройке новой Колыванской и Кузнецкой линий. Но основные работы были начаты только в 1764 году.
В 1768 году Колыванская и Кузнецкая линии были укреплены тремя крепостями (Ануйской, Катунской, Бийской), в остальном линия состояла из форпостов (Верхалейский, Тигерекский, Чарышский, Антоньевский, Николаевский, Сайдыпский, Кузедеевский), редутов (Бобровский, Убинский, Плоский, Белорецкий, Тулатинский, Моральих Рог, Терской, Смоленский), маяков (Улбинский, Ключевский, Яровский, Сосновский, Слуденский, Бехтемирский, Новиковский, Лебяжий, Сайлапский, Нижнененинский, Урунинский, Кайраканский, Верхнененинский, Сарычумышский) и полумаяков (Пыштылимский, Кандалепский). Малое количество крепостей объяснялось тем, что гористая местность была надёжной преградой, правительство и местная власть, зная о скором продвижении далее на юг, не желали тратить средства и силы на возведение крепостей. В 1785 году между Кузнецком и Кузедеевским форпостом укреплены редутами деревни Ашмаринская и Калтанская. В 1790-е годы все маяки на Кузнецкой линии стали именоваться станцевыми редутами.
В конце XVIII века деревоземляные укрепления Кузнецка обветшали. Но город Кузнецк все ещё оставался важным опорным пунктом на восточном фланге грандиозной пограничной линейной системы, поэтому в 1798 году было принято решение о постройке новой крепости.
В этом виде Колыванская и Кузнецкая линии (в последние годы именуемые Бийская линия) просуществовали до середины XIX века, когда все старые сибирские линейные опорные пункты были сняты с баланса Военного Министерства.